# Notacija nukleinskih kiselina
Notacija nukleinskih kiselina koji je trenutno u upotrebi je prvi put formalizovana od strane Međunarodne unije za čistu i primenjenu hemiju (IUPAC) tokom 1970-tih. Ova univerzalno prihvaćena notacija koristi rimska slova G, C, A i T za označavanje četiri nukleotida koji se obično nalaze u dezoksiribonukleinskim kiselinama (DNK). Usled brze ekspanzije uloge genetičkog sekvenciranja, sinteze, i analize u biologiji, istraživači su morali da razviju alternativne notacije za potpuniju podršku analize i manipulacije genetičkih podataka. Te notacije generalno koriste veličinu, oblik, i simetriju.